# شیر و گل سرخ
«شیر و گل سرخ» دومین قسمت از فصل چهارم سریال درام-فانتزی آمریکایی، بازی تاج‌وتخت، و به‌طور کلی سی و دومین اپیزود پخش شده از این مجموعه است. این اپیزود در تاریخ ۱۳ آوریل ۲۰۱۴ در ایالات متحده و کانادا از شبکه کابلی اچ‌بی‌او به نمایش درآمد. کارگردانی این اپیزود بر عهده الکس گریوز بوده‌است.

### آنسوی دیوار
برن رویاهای عجیبی دارد:ردکیپ که ویرانه شده و بر آن برف نشسته‌است، اژدهایی بر فراز پایتخت در حال پرواز است، یک درخت بزرگ بر روی تپه ای و صدایی در ذهنش که او را به سمتش فرامیخواند.

### در دراگون‌استون
ملیساندر چندین مرد از جمله برادر زن استنیس براتیون را برای خدای نور قربانی می‌کند و زنده می‌سوزاند.

### در مقر پادشاهی
تیریون جیمی را تشویق می‌کند تا دست چپ خود را با کمک بران تقویت کند
و اما موضوع اصلی این قسمت که مربوط به ازدواج جافری و مارجری است.
جافری از گروهی از کوتوله‌ها دعوت می‌کند تا نمایشی از جنگ پنج پادشاه ارایه کنند. بعد از تحقیرهای فراوانی که جافری نصیب دایی اش، تیریون، می‌کند از او می‌خواهد تا برای اون جامش را پر کند. او پس از نوشیدن جامش به حالت خفگی می‌افتد و به سختی جانش را از دست می‌دهد و در همان حال قبل از مرگش به جامی که در دست تیریون است اشاره می‌کند و او را به عنوان مجرم نشان می‌دهد. سرسی بعد از جان دادن پسرش در آغوشش داد می‌زد و به گارد پادشاهی دستور می‌دهد تا تیریون را دستگیر کنند.

## تولید

### نوشتن

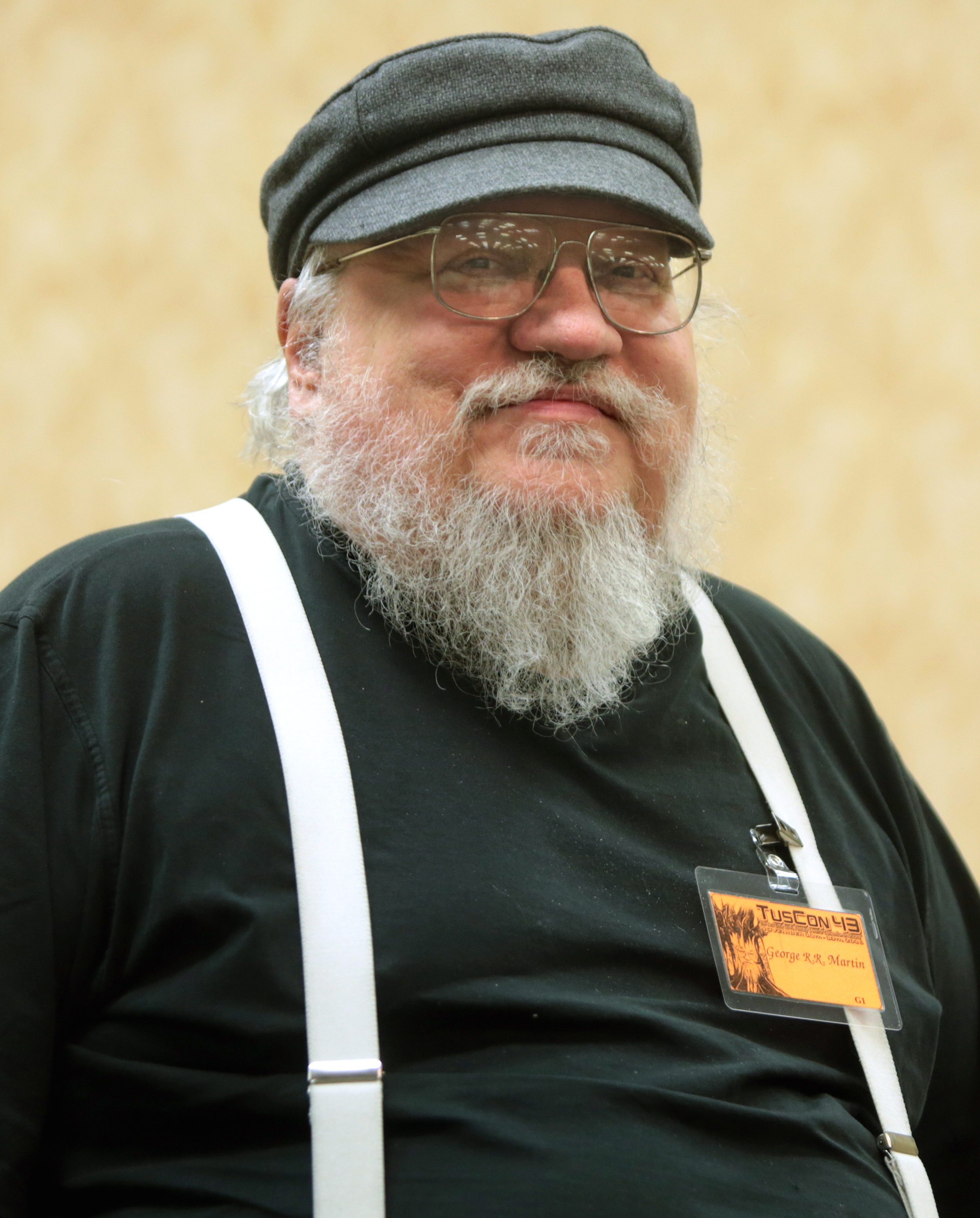
نوشتن فیلمنامه این قسمت را خود جورج آر آر مارتین، نویسنده مجموعه نغمه یخ و آتش، انجام داده‌است.

ماجرای این اتفاق در کتاب طوفان شمشیرها، سومین کتاب از مجموعه حماسی-فانتزی نغمه یخ و آتش آمده‌است.